# 御茶ノ水

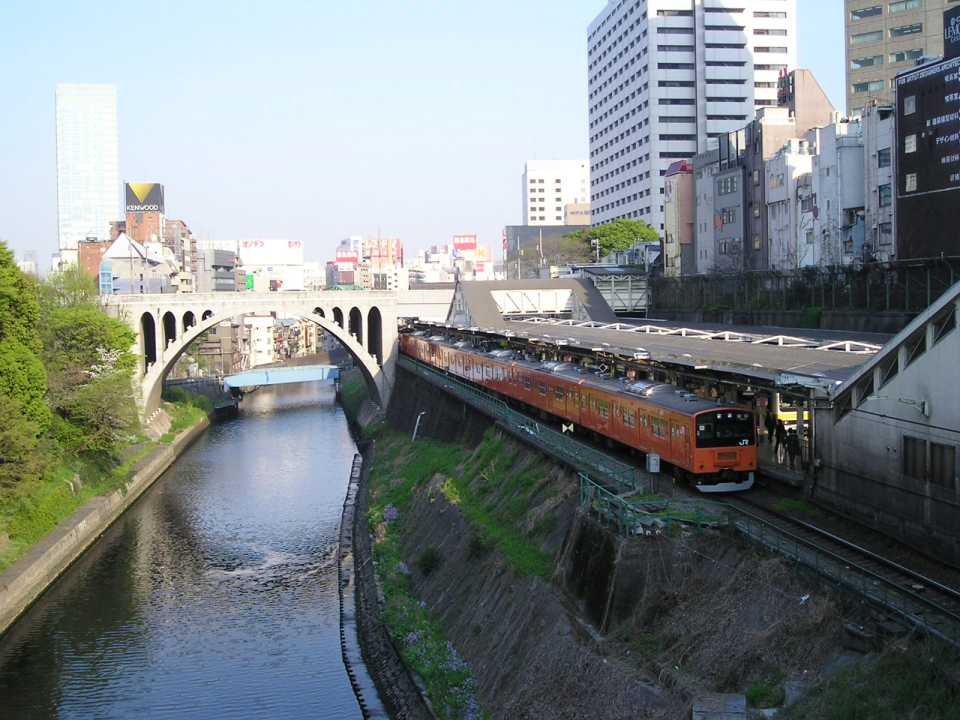
神田川に架かるお茶の水橋から聖橋と右手の御茶ノ水駅を望む

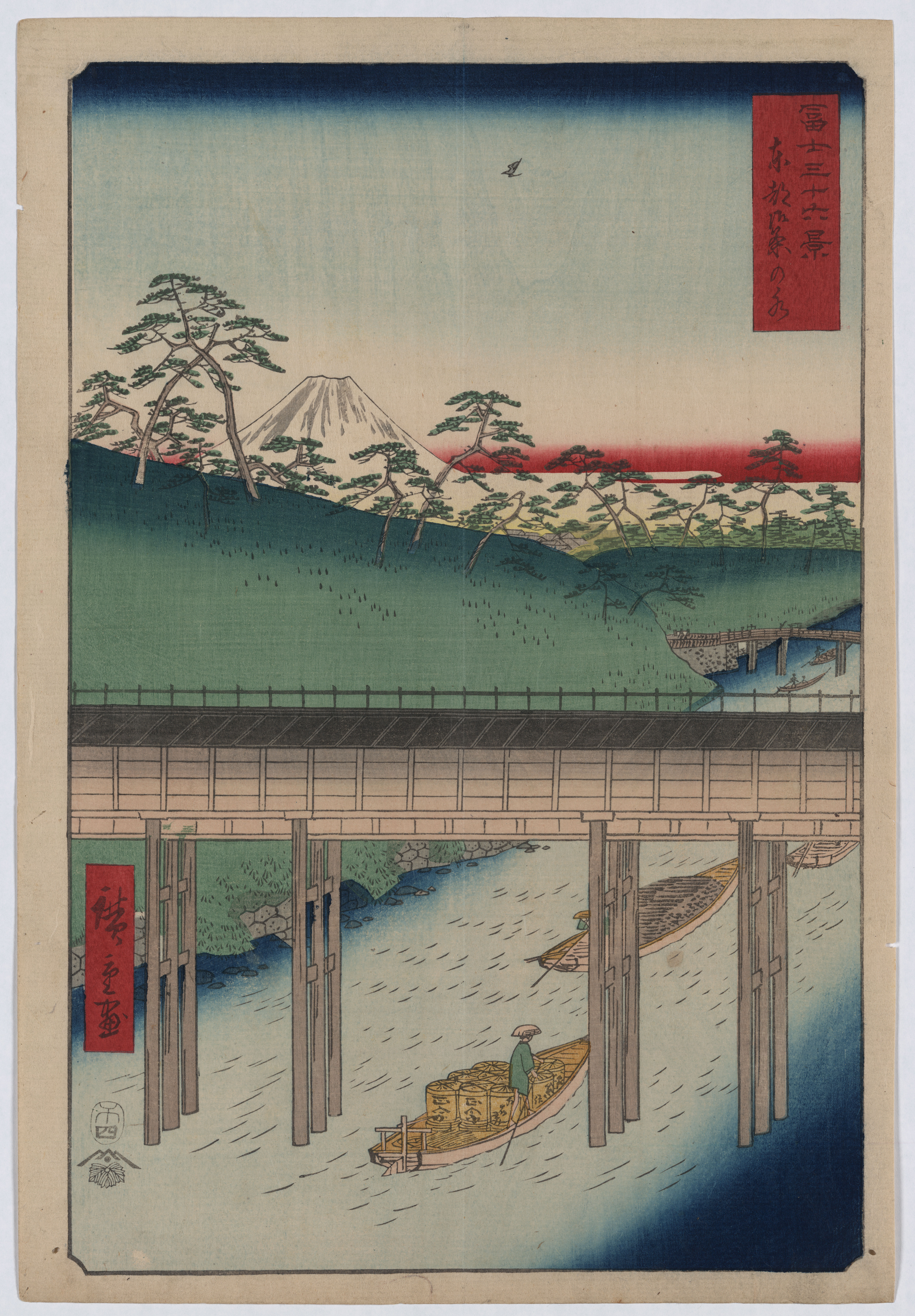
江戸時代の神田川と水道橋
（歌川広重『冨二三十六景』「東都御茶の水」）

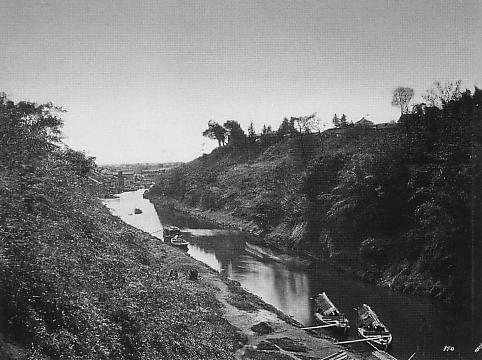
明治時代の御茶ノ水

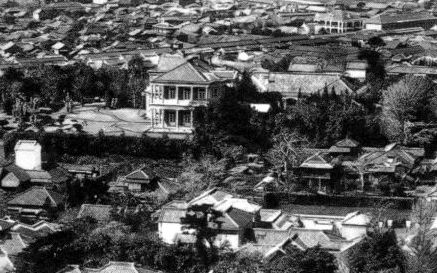
小松宮邸（ニコライ堂から撮影）

御茶ノ水（おちゃのみず）は、御茶ノ水駅を中心としたエリアの広域地名（通称であり行政上の正式な地名ではない）。東京都千代田区の神田地区の一部（神田駿河台や外神田）とその北西側の文京区湯島・本郷の南部を含む。
表記は、現在では主に地域名には「お茶の水」「御茶の水」表記が使用され（道路標識等）、駅名には、東京メトロ千代田線新御茶ノ水駅を含め「御茶ノ水」が使い分けられている。御茶ノ水の名前の由来になった「お茶の水石碑」は御茶ノ水駅の御茶ノ水橋口の西より横断歩道を渡った先にある。

## 概要
台地上にあり、中央部を東西に走る掘割に神田川（両区の境界にあたる）が流れ、東日本旅客鉄道（JR東日本）中央線が並走する。
江戸時代は、付近一帯が武家屋敷地であった。現在では、地区内と周辺に明治大学、日本大学理工学部・歯学部、東京科学大学 医歯学系大学、順天堂大学などの大学や専門学校、各種予備校・学習塾などが立ち並び、『日本のカルチエ・ラタン』とも呼ばれる日本国内最大級の学生街として知られる。日大病院や三楽病院、杏雲堂病院などの医療機関も多い。
東京都区部のほぼ中心に位置することもあり、東京都心の繁華街の一つでもある。
明大通りの御茶ノ水駅近くを中心として国内最大規模の楽器店街でもある。浅草で1935年に創業した谷口楽器が、学生街であることに注目して1941年に明治大学横へ移転。第二次世界大戦後に進駐軍の払い下げ楽器を下倉楽器が扱ったことから発展した。うたごえ運動、フォークソング、エレキギター、ヴィジュアル系バンドなど音楽ブームにつれて店数や来店客が増え、2022年秋からはテレビアニメ『ぼっち・ざ・ろっく!』の聖地巡礼での来街者も見られる。
南へ下った神田神保町にかけてはスポーツ店街でもあり、また学生街である近いことから神田古書店街が御茶ノ水南隣の神保町と神田小川町に形成された。江戸の総鎮守である神田明神、湯島聖堂、ニコライ堂等を始めとする宗教施設も立地し、文化ゾーンともなっている。
グルメエリアでもあり、特にカレーについては神田カレーグランプリが開催されるなど名店が多いとされ、老舗カフェやスターバックス日本2号店があるなどカフェも多い。また、バブル経済期には1平方メートルあたり2200万円の地価を記録し、2000年代初期まで日本一地価の高い街と知られていた。バブル崩壊後の現在は2200万円から550万円と落ちてしまったが、ここ数年では日本で2番目に高い街となる。
古くは北側の本郷台（湯島台）と南側の駿河台が一続きで「神田山」と呼ばれていたが、江戸幕府第2代将軍徳川秀忠の時代に、水害防止用の神田川放水路と江戸城の外堀を兼ねて東西方向に掘割が作られ、現在のような渓谷風の地形に造り替えられた。その北側にあった高林寺（現在は文京区向丘に移転）境内の湧き水を、秀忠の茶の湯用に献上したことが地名の由来であると、御茶ノ水駅前にある交番横の碑文に記されている。駿府（現在の静岡市）で大御所政治を行なっていた秀忠の父徳川家康が死去すると、仕えていた家臣は江戸へ移り、富士山などの見晴らしが良い御茶ノ水に屋敷を構えた旗本も多かった。
また、このことから、雅称として「お茶の谷」という意味の「茗溪（めいけい）」という呼び名が存在し、周辺にこの名を冠した通りや商店があるほか、1872年に湯島の昌平黌に設置された日本初の官立師範学校、つまり東京文理科大学、東京教育大学を経た現在の筑波大学の同窓会「茗渓会」にその名が残されている。 また、この地に縁があることから、前述の師範学校の附属学校（現在の筑波大学附属中学校・高等学校）の校歌にも「茗渓」という呼び名が登場する。

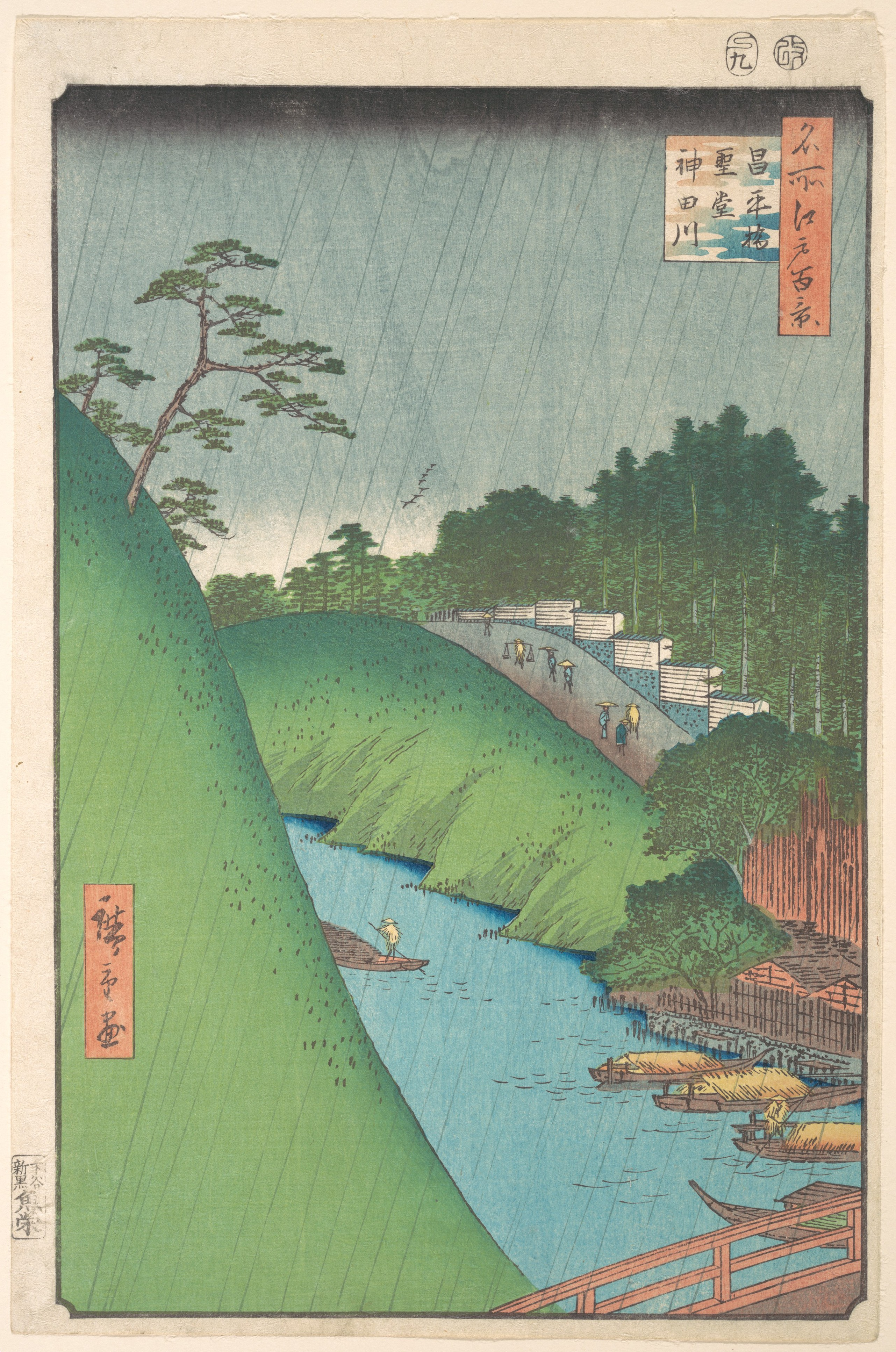
「昌平橋 聖堂 神田川」（歌川広重『名所江戸百景』）

## 地域

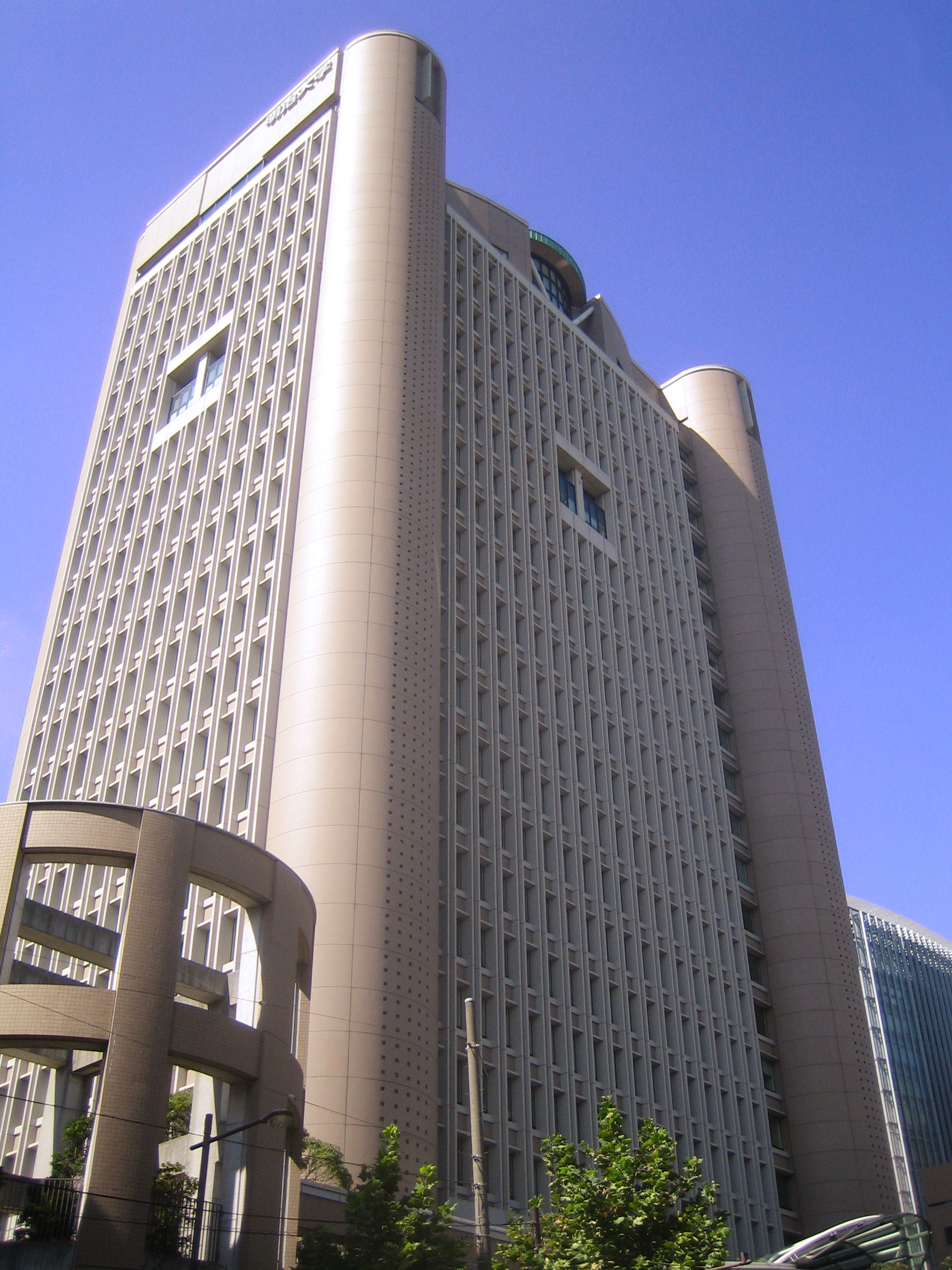
リバティタワー（明治大学）

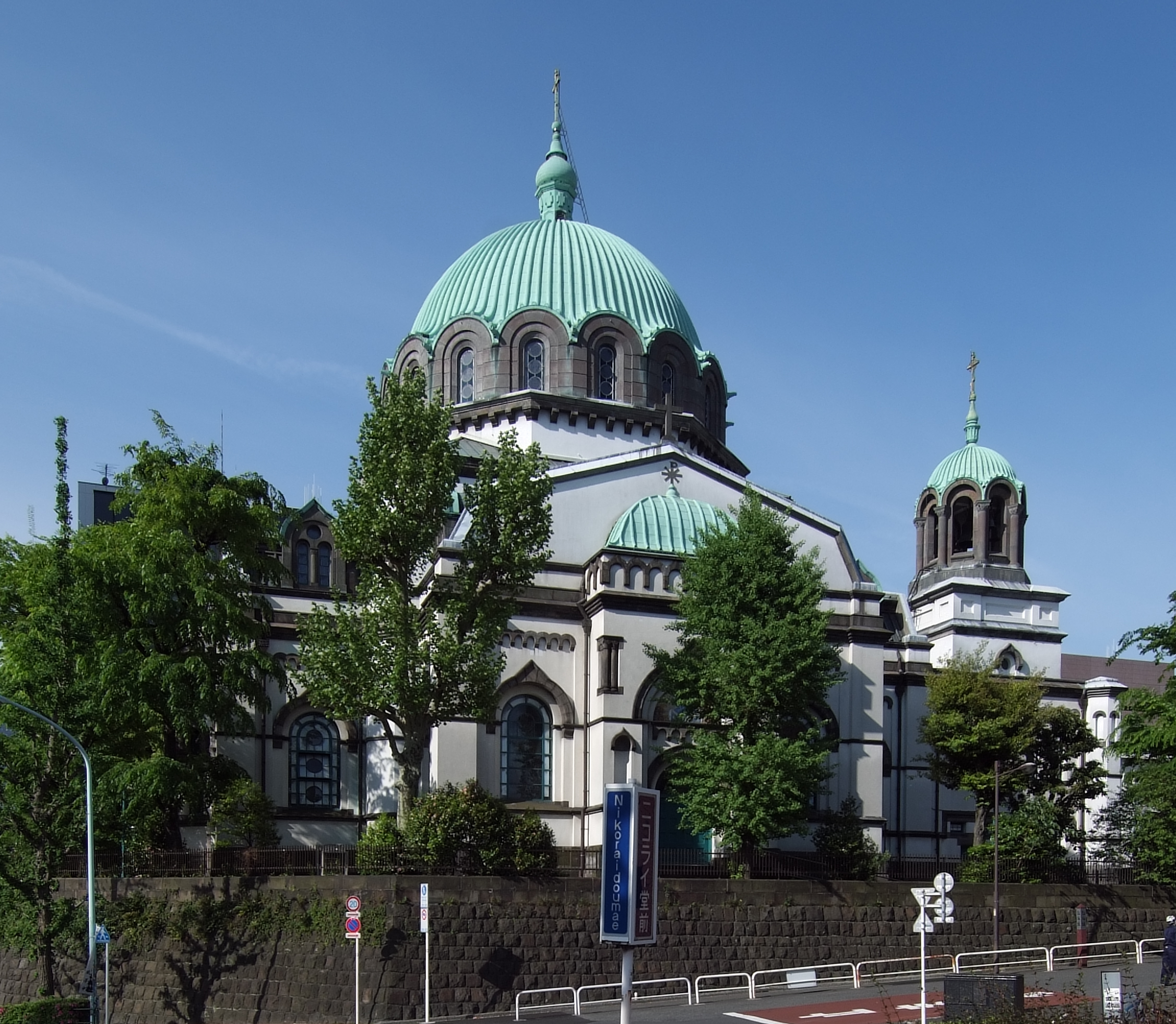
ニコライ堂

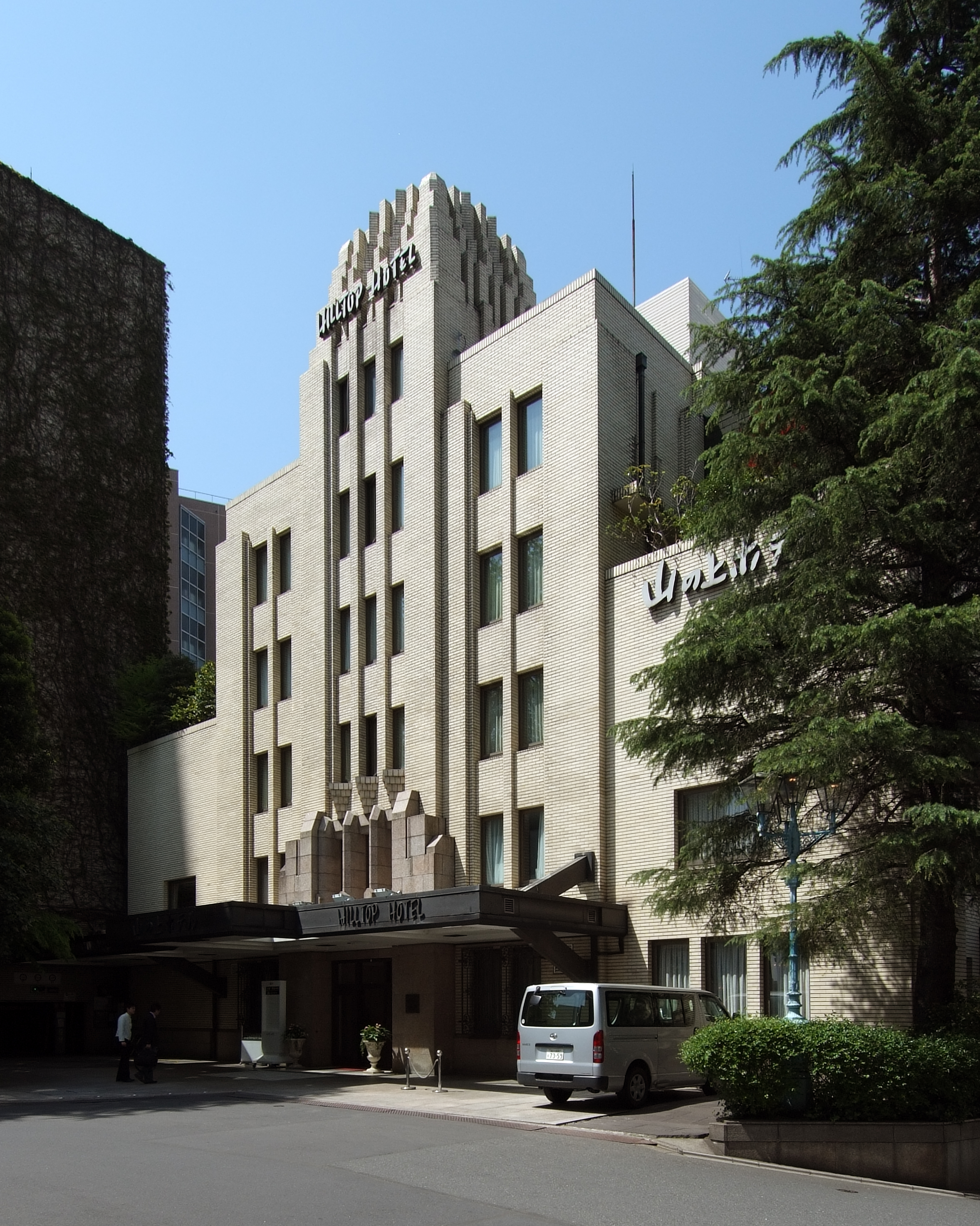
山の上ホテル

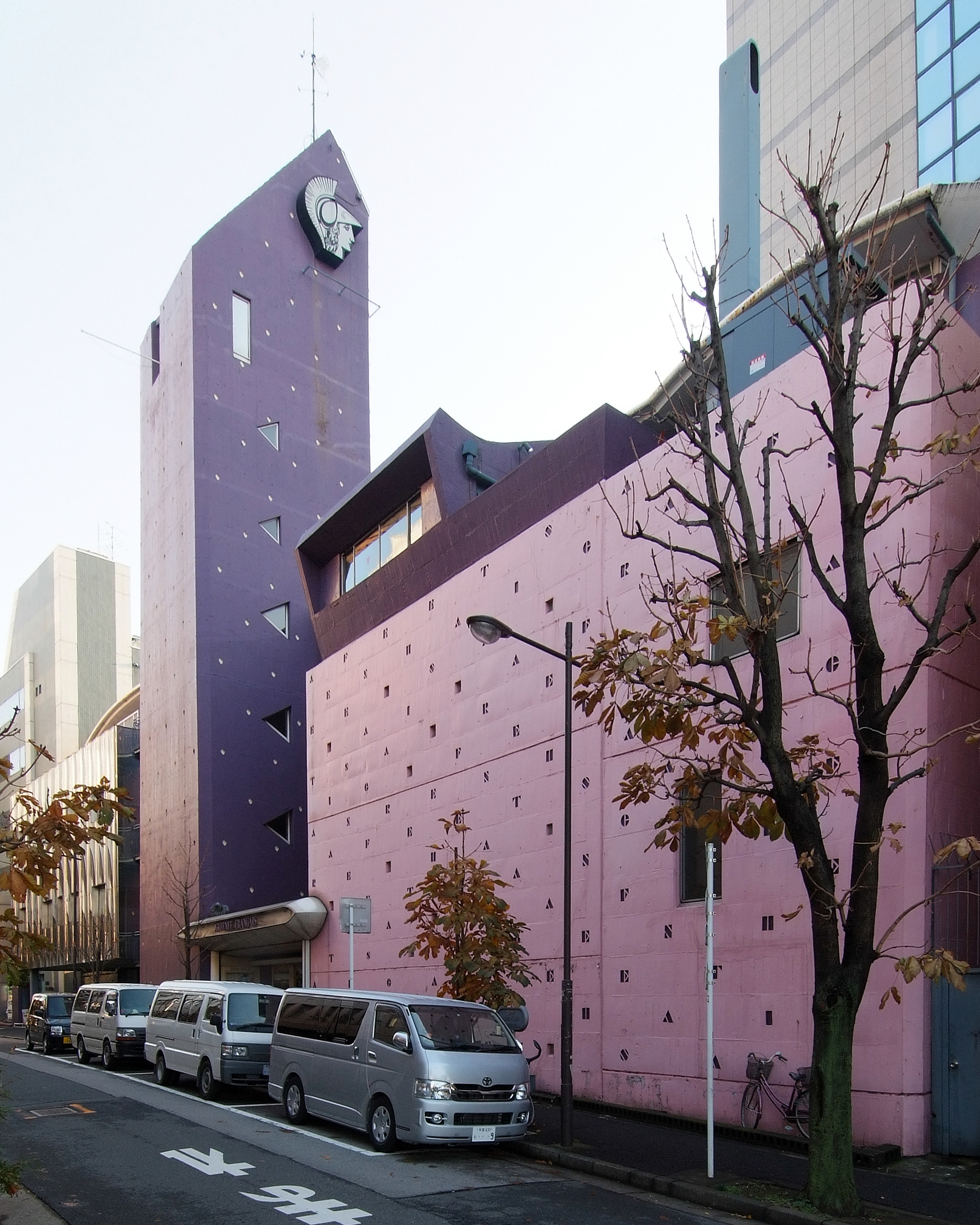
アテネ・フランセ

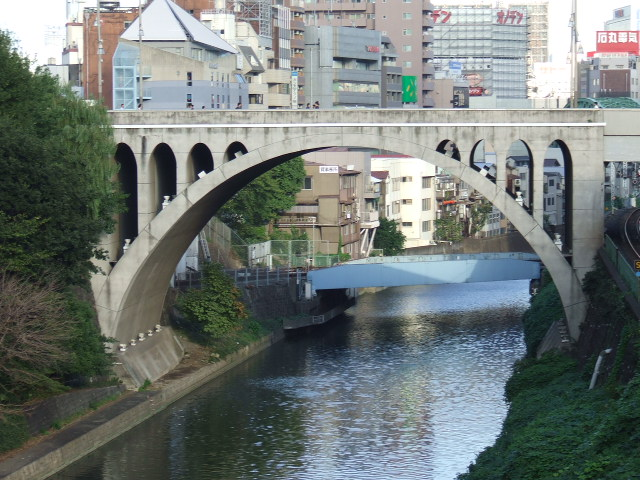
聖橋

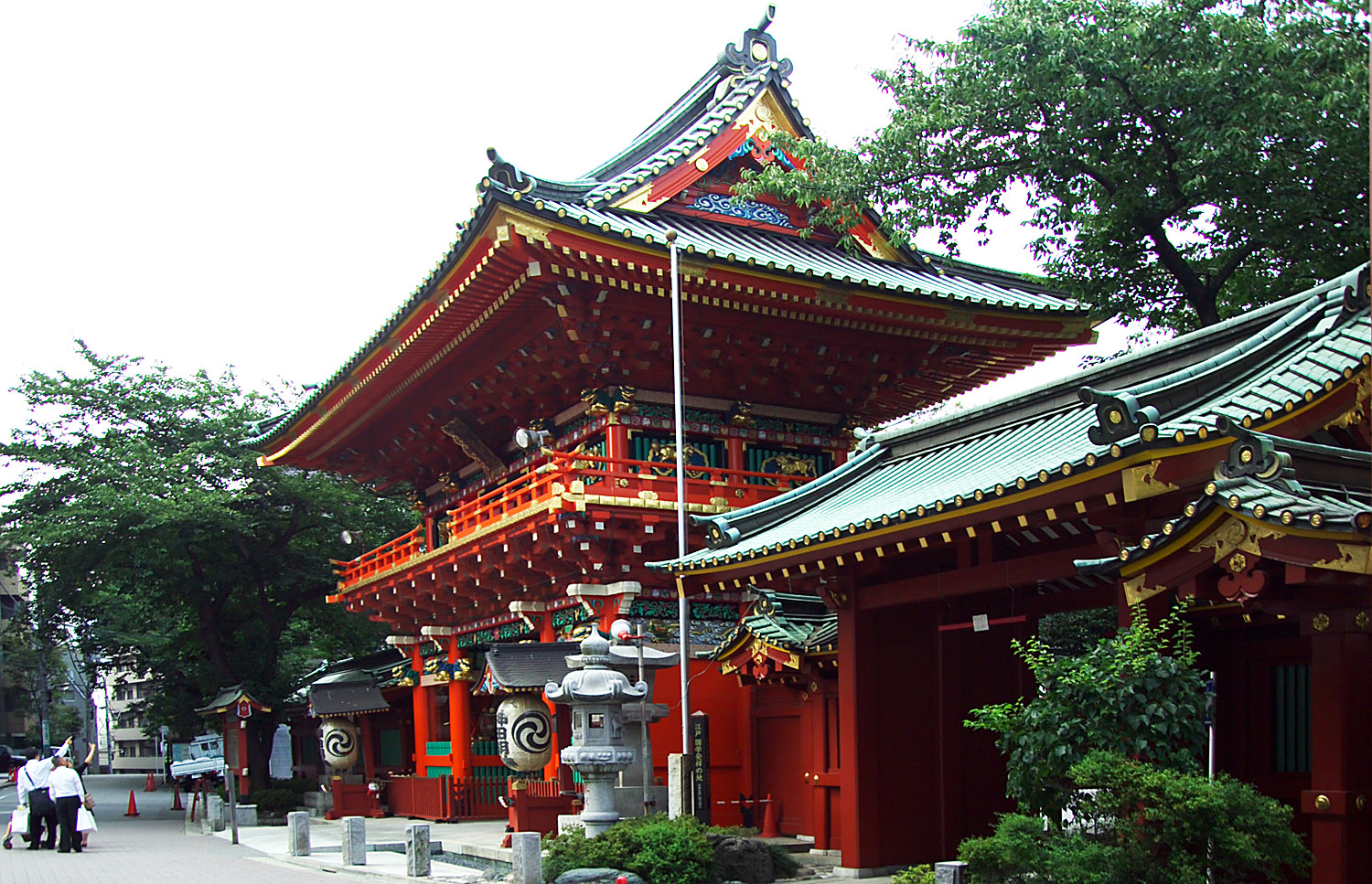
神田明神

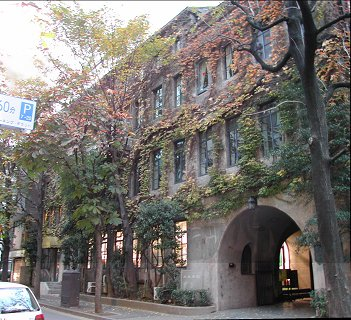
文化学院（旧校舎）

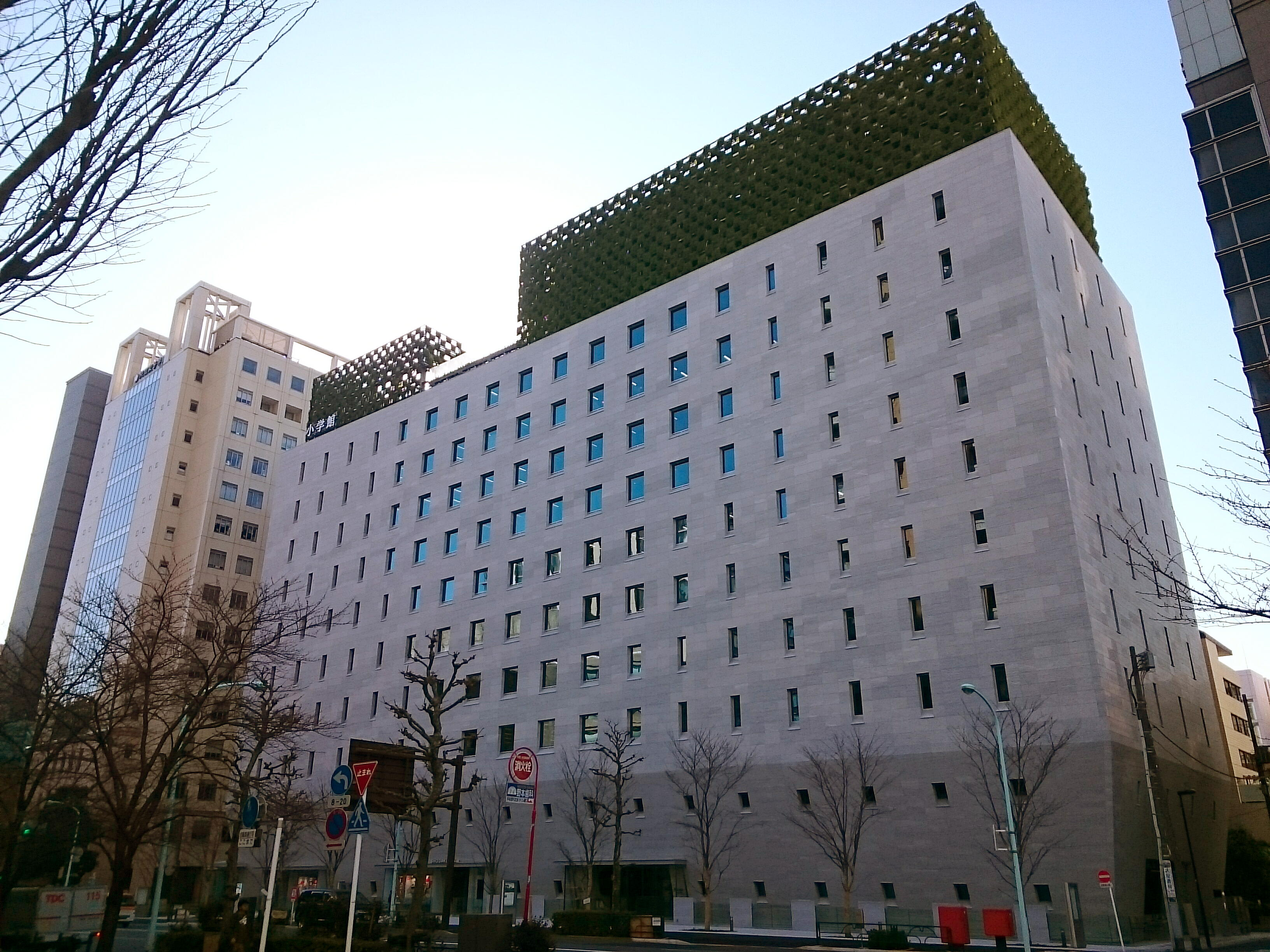
小学館

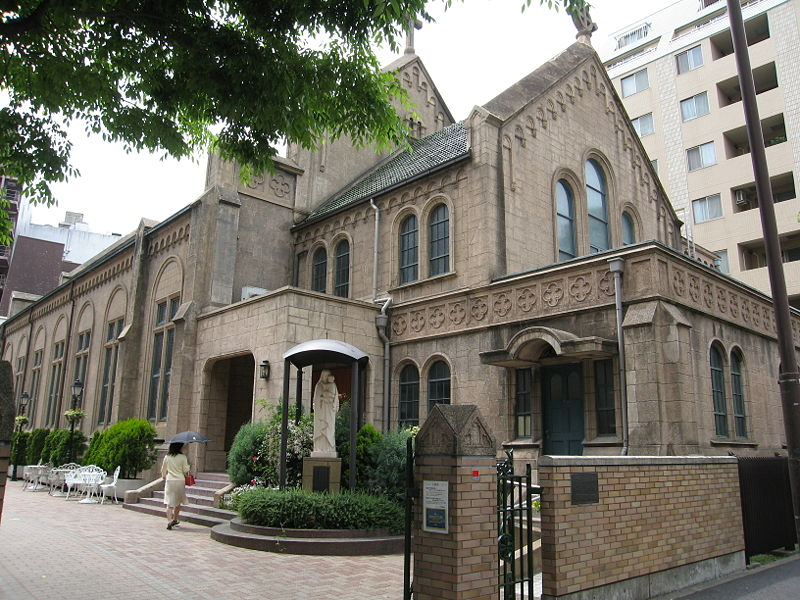
神田教会

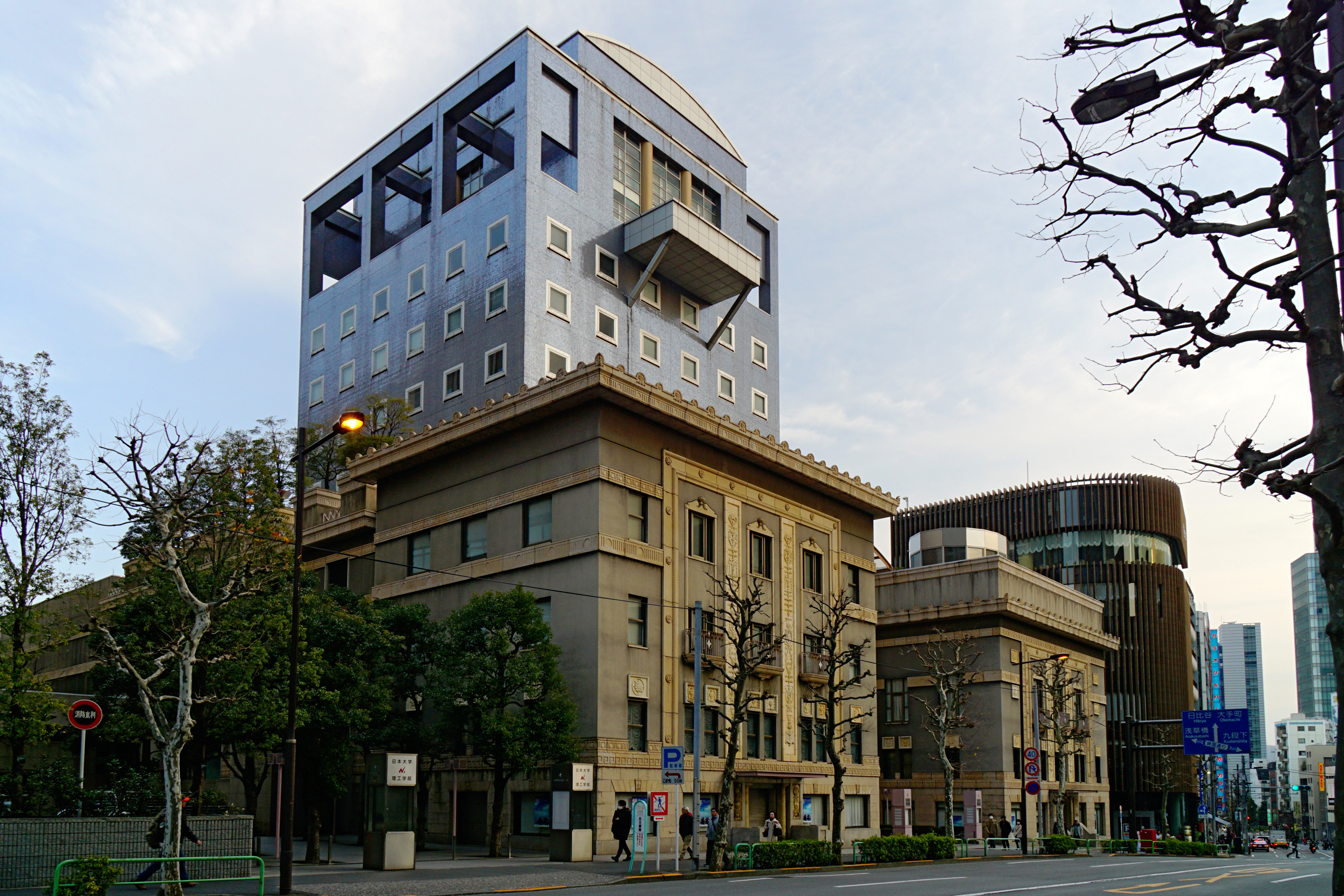
日本大学カザルスホール

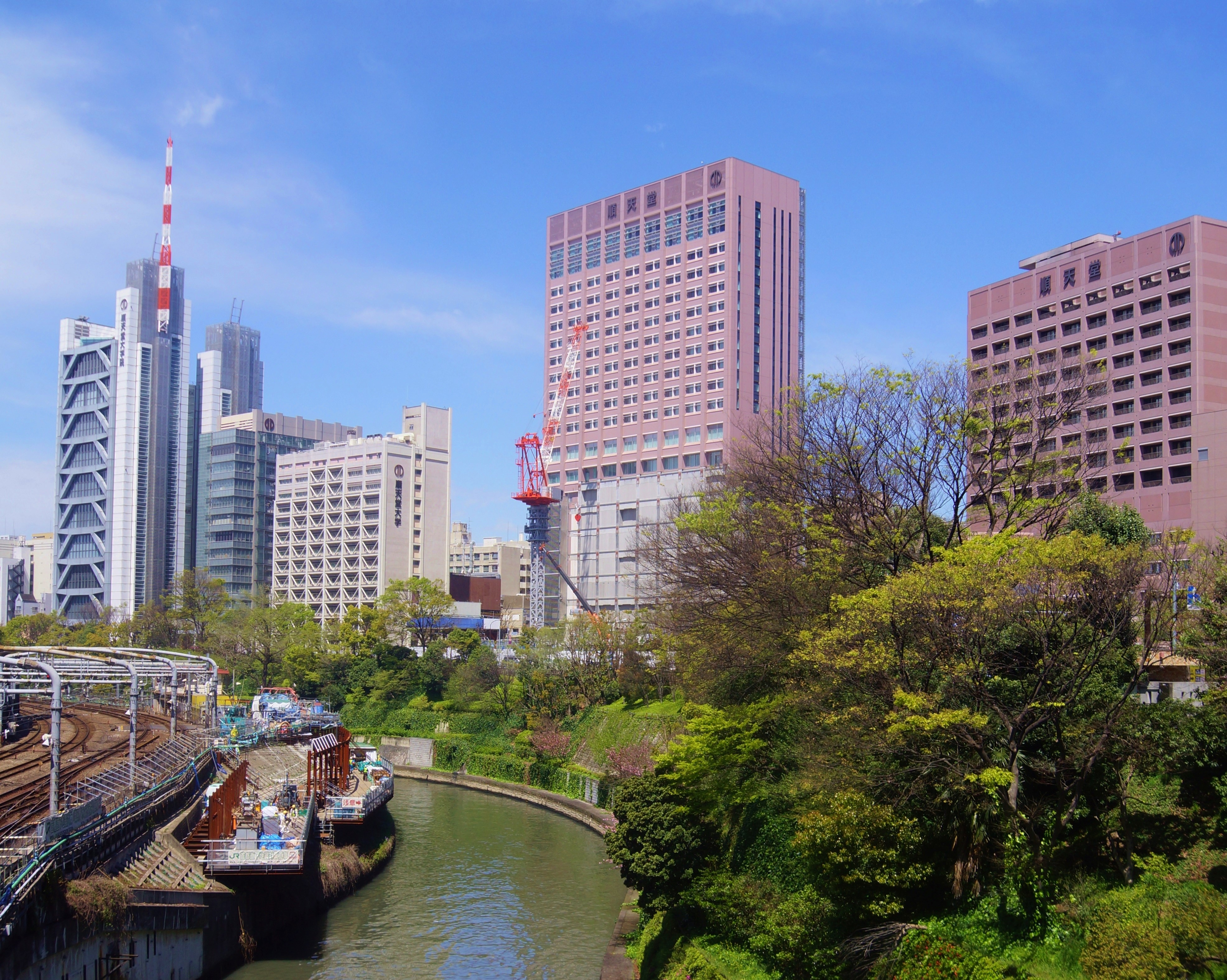
順天堂大学とセンチュリータワー

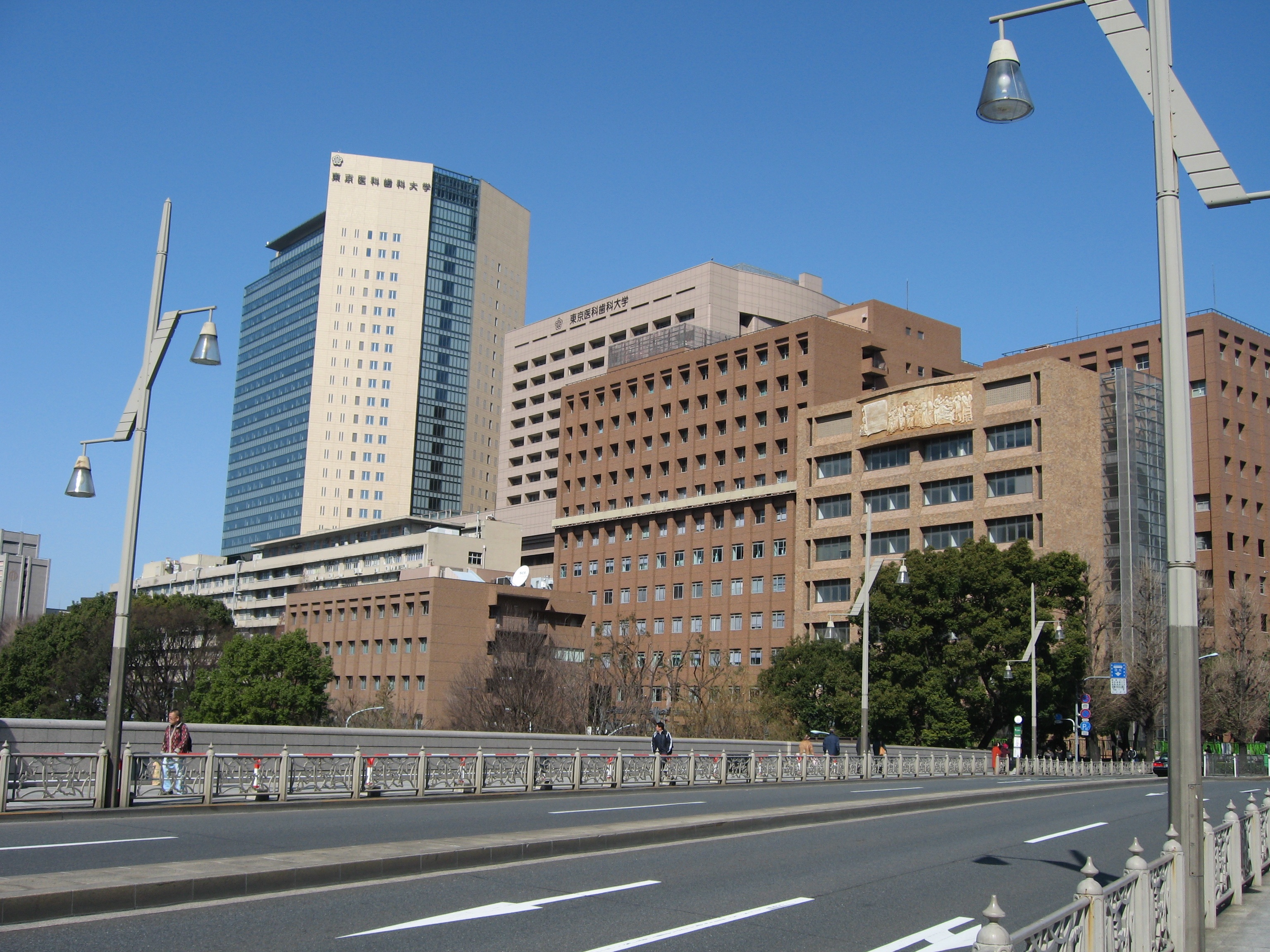
東京科学大学

### 千代田区内

#### 名所
- 御茶ノ水駅
- 聖橋
- お茶の水橋
- 昌平橋
- 明大通り

#### 教育機関
- 明治大学駿河台キャンパス
- 日本大学理工学部・歯学部
- 中央大学駿河台キャンパス
- 順天堂大学 本郷・お茶の水キャンパス
- 東京科学大学 湯島キャンパス・駿河台キャンパス
- アテネ・フランセ
- 東京デザイナー学院
- 東進東大特進コース
- 駿台予備学校
- 四谷大塚
- SAPIX
- 日能研
- 御茶の水美術学院
- デジタルハリウッド本社・東京本校・大学

#### 医療関連
- 東京都医師会館
- 順天堂大学医学部附属順天堂医院
- 東京医科歯科大学医学部附属病院
- 東京医科歯科大学歯学部附属病院
- 日本大学病院
- 杏雲堂病院
- 日本眼科学会
- 井上眼科病院（日本最古の眼科専門病院）
- 三楽病院

#### 宗教関連
- 神田明神
- 太田姫稲荷神社
- 東京復活大聖堂（ニコライ堂） - キリスト教正教会の日本ハリストス正教会本部
- 神田教会
- お茶の水クリスチャン・センター
- 御茶の水キリストの教会

#### 公共目的施設・団体会館
- 錦華公園
- 石川武美記念図書館 - 女性雑誌専門図書館
- 日本雑誌会館
- 化学会館
- 東京YWCA会館
- 在日本救世軍財団
- 日本大学カザルスホール
- 宇宙航空研究開発機構（JAXA）東京事務所

#### 企業・ホテル
- 三井住友海上火災保険本社ビル
- 山の上ホテル
- 旅館龍名館本店
- 日本出版販売本社
- 新御茶ノ水ビルディング
- 御茶ノ水ソラシティ
- 駿台荘
- レモン画翠
- ディスクユニオン（御茶ノ水発祥）

#### 過去に存在した教育機関・団体・企業
- 成立学舎
- 共立学校（開成中学校・高等学校）
- 東京外国語学校 (旧制)（東京大学、東京外国語大学、一橋大学、旧制第一高等学校等の源流）
- 東京英語学校
- 東京音楽学校（現：東京芸術大学）
- 東洋音楽学校（現：東京音楽大学）
- 東京法学社（法政大学の前身校の一つ）
- 中央大学
- 明治大学付属明治高等学校・中学校
- 東京芸術大学音楽学部附属音楽高等学校
- 三菱財閥本社（初代）
- 日立製作所本社（御茶ノ水セントラルビル、現：御茶ノ水ソラシティ）
- 日仏会館
- 日本医師会本部
- 岸記念体育館
- 宝生能楽堂
- 研究社
- ポンゼショセ大学国際経営大学院（フランス最古の歴史を誇るグランゼコール）
- 東京YWCA専門学校
- 文化学院
- 池坊お茶の水学院

### 文京区内

#### 名所
- 湯島聖堂（湯島）
- センチュリータワー

#### 教育機関
- 東京科学大学・附属病院（湯島および神田駿河台、本部は湯島所在）
- 順天堂大学本郷キャンパス・順天堂医院（本郷）

#### 公共目的施設・団体会館
- 東京都水道歴史館
- 日本サッカー協会(JFA)
  - 2002FIFAワールドカップ記念日本サッカーミュージアム
- トーキョーワンダーサイト

#### 過去に存在した教育機関・団体・企業
- 東京高等師範学校（現：筑波大学）
- 東京高等師範学校附属中学校（現：筑波大学附属中学校・高等学校）
- 東京高等師範学校附属小学校（現：筑波大学附属小学校）
- 東京女子高等師範学校（現：お茶の水女子大学）
- 東京女子高等師範学校附属高等女学校（現：お茶の水女子大学附属中学校・お茶の水女子大学附属高等学校）
- 東京女子高等師範学校附属小学校（現：お茶の水女子大学附属小学校）
- 東京女子高等師範学校附属幼稚園（現：お茶の水女子大学附属幼稚園）
- 東京仏英和高等女学校（現：白百合学園中学校・高等学校）
- 文部省
- 国立博物館

### 御茶の水・駿河台界隈の著名人

#### かつて住居を構えていた著名人
- 西園寺公望 - 公家､政治家（第12・14代内閣総理大臣）
- 小松宮彰仁親王 - 皇族
- 東伏見嘉彰親王 - 皇族
- 小栗忠高 - 旗本、新潟奉行
- 小栗忠順 - 幕末の日米経済交渉を成功させ、幕府財政を建て直した幕臣。
- 大久保忠教 - 旗本、“天下のご意見番”
- 中坊長兵衛 - 旗本、奈良奉行
- 鈴木重嶺 - 旗本、官僚、歌人
- 滝川具挙 - 旗本、官僚、歌人
- 土屋寅直　常陸国土浦藩第10代藩主
- 室鳩巣 - 儒学者、『駿台雑話』で知られる。
- 大田南畝 - 幕臣、天明期を代表する文人・狂歌師
- 斎藤月岑 - 江戸期の町名主、考証家
- 新島襄 – 教育家、同志社大学創設者
- 加藤高明 - 男爵、首相
- 坊城俊章 - 公卿、伯爵、山形県知事、貴族院議員
- 戸田氏共 - 大名、伯爵、美濃国大垣藩第11代藩主、オーストリア全権大使、式部長官
- 渋沢栄一 - 子爵、実業家
- 後藤象二郎 - 政治家、伯爵
- 秋元春朝 - 子爵、貴族院議員、帝都高速度交通営団監事
- 原田熊雄 - 政治家、男爵
- 薩摩治兵衛 - 明治時代の豪商
- 薩摩治郎八 - 文筆家、通称“バロン薩摩”
- 池田謙斎 - 日本の近代医学の礎を築いた人物、事実上の東京大学初代総長、男爵
- 志賀泰山 - 初代東京大林区署長、帝国大学教授
- 柴田承桂 - 初代東京医学校製薬学科教授
- 田原良純 - 日本最初の薬学博士
- 長與專齋 - 元老院議官、貴族院議員、内務省初代衛生局長
- 藤島正健 - 大蔵省銀行局長、衆議院議員、富山県知事、千葉県知事、日本勧業銀行副総裁
- 三輪信次郎 - 衆議院議員、第十五銀行重役
- 岩崎弥太郎 - 三菱財閥創業者
- 岩崎弥之助 - 三菱財閥第2代総帥
- 岩崎小弥太 - 三菱財閥第4代総帥
- 沢田美喜 - エリザベス・サンダース・ホーム設立、岩崎弥太郎の孫
- 串田万蔵 - 三菱財閥総理事・三菱銀行初代会長
- 槙原稔 - 三菱商事社長
- 住友友純 - 住友家15代目当主、男爵、東山天皇6世孫、住友銀行創設
- 五島慶太 - 東急グループ創業者
- 五島昇 - 東急グループ2代社長、日本商工会議所会頭
- 平賀敏 - 阪急電鉄社長
- 岩永裕吉 - 同盟通信社初代社長、貴族院議員
- 重野安繹 - 貴族院議員、史学会初代会長、日本初の文学博士
- 玉乃世履 - 初代大審院長
- 高浜虚子 - 俳人
- 小林秀雄 – 文芸評論家
- 永井龍男 - 小説家、随筆家、編集者
- 獅子文六 - 小説家
- 佐藤尚中 - 順天堂大学創設者
- 鈴木米次郎 - 東京音楽大学創立者
- 狩野芳崖 - 日本画家、近代日本画の父
- 松本金太郎 - 宝生流能楽師
- 石川武美 - 主婦の友社創立者
- 佐藤慶太郎 - 石炭王、東京都美術館建設
- 吉田俊男 - 山の上ホテル創業者
- 井上達也 - 日本初の眼科学教授
- 佐々木東洋 - 蘭方医
- 三浦謹之助 - 医学者、文化勲章受賞者
- ウィリアム・メレル・ヴォーリズ - 建築家
- ラファエル・フォン・ケーベル –　学者（哲学、西洋古典学、音楽）
- ニコライ・カサートキン - ニコライ堂創設者
- ピエール・マリ・オズーフ - 司教
- パウル・マイエット - 大蔵省財政顧問、農商務省調役

#### かつて住んでいたことのある著名人・縁の深い著名人
- 秋山真之 - 海軍中将
- 安積艮斎 – 幕末の朱子学者、駿河台の旗本小栗家の屋敷内に私塾「見山楼」を開き、清河八郎、小栗忠順、吉田松陰らに影響を与えたとされる。
- 松尾芭蕉 - 俳諧師、中坊長兵衛屋敷に居住。
- 石川啄木 - 詩人・歌人
- 国木田独歩 - 小説家
- 中村是公 - 東京市長、貴族院議員、南満州鉄道株式会社（満鉄）第2代総裁、鉄道院総裁、
- 夏目漱石 – 作家
- 正岡子規 - 俳人・歌人
- 宮沢賢治 – 詩人、童話作家
- 森鷗外 - 小説家、陸軍軍医総監
- 山田美妙 - 小説家・詩人
- 与謝野鉄幹・晶子 - 詩人・歌人
- 吉田茂 – 内閣総理大臣

## ギャラリー
- 外堀通り（中央は東京ドームホテル）
- 日本サッカーミュージアム
- 楽器店街
- 須田町老舗街
- 老舗Cafe通り
- 三井住友海上火災保険本社
- 東京YWCA会館
- 日本出版販売本社
- 中央大学駿河台キャンパス
- 日本大学タワー・スコラ
- ワテラス
- 御茶ノ水ソラシティ